# Palpomyia riouxi
Palpomyia riouxi är en tvåvingeart som beskrevs av Huttel 1951. Palpomyia riouxi ingår i släktet Palpomyia och familjen svidknott. Inga underarter finns listade i Catalogue of Life.